# I-66 (sous-marin, 1931)
Pour les articles homonymes, voir I-66.
Le I-66 (イ-66) (plus tard renommé I-166) est un sous-marin japonais de la classe Kaidai (海大型) de la sous-classe Kaidai V (海大5型（伊六十五型/伊百六十五型）, Kaidai-go-gata, classe I-65/I-165) construit pour la marine impériale japonaise.
Il a servi pendant la Seconde Guerre mondiale, soutenant l'invasion japonaise de la Malaisie et l'invasion du Sarawak, prenant part à la bataille de Midway, et menant de nombreuses patrouilles de guerre dans l'Océan Indien avant d'être coulée en juillet 1944.

## Contexte
Après la Première Guerre mondiale, la marine impériale japonaise a réévalué l'utilisation de la guerre sous-marine comme élément de stratégie de flotte en raison du déploiement réussi de croiseurs-sous-marins à long rayon d'action pour les raids commerciaux des principales marines de combat. Les stratèges japonais en sont venus à réaliser les possibilités d'utilisation de l'arme pour la reconnaissance à longue portée, et dans une guerre d'usure contre une flotte ennemie qui s'approchait du Japon. Deux grands sous-marins japonais à longue portée avaient déjà été construits dans le cadre du programme de la flotte des Huit-six en tant que prototypes (I-51 et I-52), mais l'arrivée le 20 juin 1919 de sept U-boote allemands reçus par le Japon en réparation de guerre à la fin de la Première Guerre mondiale a conduit à une refonte complète. Les Japonais ont rapidement embauché des centaines d'ingénieurs et de techniciens de sous-marins allemands et d'anciens officiers de sous-marins allemands au chômage à la suite de la défaite de l'Allemagne pendant la Première Guerre mondiale, et les ont fait venir au Japon dans le cadre de contrats de cinq ans. L'ONI (Office of Naval Intelligence) américain a estimé que quelque 800 conseillers allemands s'étaient rendus au Japon à la fin de 1920. Les Japonais ont également envoyé des délégations en Allemagne, et ont participé activement à l'achat de nombreux brevets.

## Description
Les sous-marins de la sous-classe KD5 étaient des versions améliorées de la précédente sous-classe KD4. L'armement anti-aérien a été renforcé en remplaçant une mitrailleuse de calibre 13,2 mm par une mitrailleuse double de calibre .65. la modernisation de l'arme de pont, passant d'un calibre 50 à un long canon à double usage de 65 calibres. Le sous-marin était également légèrement plus large et plus haut.
Ils ont un déplacement de 1 600 tonnes en surface et 2 367 tonnes en immersion. Les sous-marins mesuraient 97,7 mètres de long, avaient une largeur de 8,2 mètres et un tirant d'eau de 4,70 mètres. Les sous-marins permettaient une profondeur de plongée de 75 m et un possédaient un effectif de 62 officiers et membres d'équipage.
Sulzer a été retenu comme fabricant des moteurs diesel Mk 3, dont les performances étaient légèrement inférieurs à celles des moteurs des premières sous-classes. Pour la navigation de surface, les sous-marins étaient propulsés par deux moteurs diesel de 3 000 cv (2 200 kW), chacun entraînant un arbre d'hélice. En immersion, chaque hélice était entraînée par un moteur électrique de 900 chevaux-vapeur (671 kW). Ils pouvaient atteindre 20,5 nœuds (38 km/h) en surface et 8,2 nœuds (15,2 km/h) sous l'eau. En surface, les KD5 avaient une autonomie de 10 000 milles nautiques (19 000 km) à 10 nœuds (19 km/h); en immersion, ils avaient une autonomie de 60 milles nautiques (170 km) à 3 nœuds (5,6 km/h).
Les sous-marins étaient armés de 6 tubes lance-torpilles internes de 53,3 cm, 4 à l'avant et 2 à l'arrière. Ils transportaient une recharge pour chaque tube , soit un total de 14 torpilles Type 89. Ils étaient également armés d'un canon de pont de 100 mm (L/50) pour le combat en surface et d'une mitrailleuse de 13,2 mm AA type 93 et d'une mitrailleuse de 7,7 mm.

## Construction
Construit par l'Arsenal naval de Sasebo au Japon, le I-66 a été mis sur cale le 8 novembre 1929. Il a été lancé le 2 juin 1931 sous le nom de I-66. Il a été achevé et mis en service le 10 novembre 1932.

## Histoire de service

### Avant la Seconde Guerre mondiale
Lors de sa mise en service, le I-66 a été affecté à la 30e division de sous-marins du district naval de Sasebo sous les ordres du capitaine de corvette (海軍少佐 (Kaigun-shōsa)) Tsuruoka Nobukichi. Il a été mis hors service le 1er novembre 1934 et placé en réserve. Remis en service le 1er décembre 1936 ou vers cette date, il a été en service actif pendant un an avant d'être à nouveau mis hors service le 1er décembre 1937 et de retourner en réserve.
Le 11 octobre 1940, le I-66 a participé avec 97 autres navires de guerre japonais et 527 avions de la marine japonaise à une revue navale impériale dans la baie de Tokyo. Un peu plus d'un an plus tard, tôt le matin du 21 octobre 1941, il est entré en collision avec le sous-marin I-7 dans la baie de Saeki lors de manœuvres navales. Les deux sous-marins n'ont subi que de légers dommages.
Alors que la marine impériale japonaise commençait à se déployer en prévision du conflit imminent dans le Pacifique, le I-66 - qui, avec le I-65, constituait la 30e division de sous-marins, intégrée dans le 5e escadron de sous-marins - quitta Sasebo le 26 novembre 1941 à destination de Palau avec le reste du 5e escadron de sous-marins, à savoir le I-65, les sous-marins de la 29e division de sous-marins, et le navire amiral de l'escadron, le croiseur léger Yura. En cours de route, l'escadron tout entier fut réaffecté à la Force du Sud le 28 novembre 1941 et fut par conséquent dérouté vers Samah sur l'île Hainan en Chine. Les I-66 et I-65 arrivèrent à Samah le 2 décembre 1941.

### La Seconde Guerre mondiale

#### Première patrouille de guerre
Le 5 décembre 1941, le I-66 quitta Samah pour commencer ce qui allait devenir sa première patrouille de guerre. Lorsque l'invasion japonaise de la Malaisie commença le 8 décembre 1941 - le premier jour de la Seconde Guerre mondiale en Asie de l'Est - le I-66 se trouvait dans la mer de Chine méridionale au large de Trengganu, en Malaisie britannique, et patrouillait avec les sous-marins I-57, I-58, I-62 et I-64. Le 15 décembre 1941, les I-66 et I-65 furent détachés de cette mission pour effectuer une reconnaissance des abords de Kuching en soutien à l'invasion du Sarawak dans le Bornéo du Nord britannique, qui débuta le 16 décembre 1941. Les deux sous-marins reçurent un avertissement selon lequel des sous-marins alliés opéraient au large de Kuching. Alors qu'il se préparait à faire surface pour recharger ses batteries à 60 milles nautiques (110 km) au nord-ouest de Kuching le 24 décembre 1941, le I-66 a aperçu le sous-marin HNLMS K XVI de la Marine royale néerlandaise à la surface sur son avant tribord à une distance de 5 030 m. Après une approche immergée, le I-66 a tiré une seule torpille à 10h28. Il a touché le K XVI, qui s'est brisé en deux et a coulé à la position géographique de 2° 26′ N, 109° 49′ E avec la perte de tout son équipage de 36 personnes. Le 4 octobre 2011, des plongeurs australiens ont localisé l'épave du K XVI, brisée en deux et à une profondeur de 50 mètres (164 pieds).
Réaffecté à l'unité de patrouille "B" le 25 décembre 1941, le I-66 a conclu sa patrouille en arrivant dans la baie de Cam Ranh en Indochine française occupée par les Japonais le 27 décembre 1941.

#### Seconde patrouille de guerre
En tant qu'unité du groupe de patrouille "B", le I-66 faisait partie des sous-marins chargés d'attaquer les navires alliés dans l'océan Indien à l'ouest du 106e méridien est, opérant à partir d'une nouvelle base à Penang, nouvellement capturée, dans la Malaisie britannique occupée par les Japonais. En conséquence, le 5 janvier 1942, le I-66 quitta la baie de Cam Ranh pour commencer sa deuxième patrouille de guerre, au cours de laquelle il devait opérer dans l'océan Indien au sud du détroit de Lombok, dans la mer d'Andaman et dans le golfe du Bengale. Il se trouvait dans la mer de Java, à 10 milles nautiques (19 km) au sud-ouest du détroit de Lombok, le 11 janvier 1942, lorsqu'il a torpillé à 4h15 le USAT Liberty de l'United States Army Transport de 6 211 tonneaux, qui faisait route depuis Tanjung Priok dans les Indes néerlandaises avec une cargaison de caoutchouc et d'explosifs. Le Liberty a été gravement endommagé et est tombé à l'eau à la position géographique de 8° 54′ S, 115° 28′ E. Le destroyer de la marine américaine USS Paul Jones et le destroyer néerlandais HNLMS Van Ghent ont tenté de remorquer le Liberty à Singaraja sur la côte nord de Bali, mais le Liberty a commencé à prendre tellement d'eau qu'il a dû s'échouer sur la côte nord-est de Bali au large de Tulamben, et il a chaviré le 14 janvier 1942, devenant une perte totale.
Le 21 janvier 1942, à 15h16, le I-66 torpille le navire marchand panaméen Nord, d'une capacité de 3 193 tonneaux de jauge brute, en provenance de Calcutta, en Inde, et à destination de Rangoon, en Birmanie, avec une cargaison de 2 500 tonnes de charbon, dans le canal nord de Preparis, en mer d'Andaman. Le Nord coule à la position géographique de 15° 28′ N, 94° 36′ E sans perte de vie. Le 22 janvier 1942, le I-66 torpille le paquebot britannique Chak Sang de 2 358 tonnes - qui faisait route sur lest de Madras, en Inde, vers Rangoon - dans le golfe du Bengale, au sud-ouest de Bassein, en Birmanie, à 5h25. Le I-66 refait alors surface et coule Chak Sang sous les tirs d'un canon à la position géographique de 15° 42′ N, 95° 02′ E. Cinq des 66 membres de l'équipage du Chak Sang périssent. Le I-66 a terminé sa patrouille à son arrivée à Penang le 29 janvier 1942.

#### Troisième patrouille de guerre
Pendant son séjour à Penang, le commandant de la 30e division de sous-marins lui a transféré son drapeau. Le 9 février 1942, il est parti de Penang pour commencer sa troisième patrouille de guerre, au cours de laquelle il devait patrouiller dans l'océan Indien au large de Ceylan. Le 14 février 1942 à 8h17, alors qu'il opérait à l'est de Trincomalee, Ceylan, il torpilla le Kamuning, navire à vapeur britannique de la Straits Steamship Company de 2 076 tonneaux de jauge brute - qui transportait une cargaison de riz de Rangoon à Colombo, Ceylan - à la position géographique de 8° 35′ N, 81° 44′ E. Il a ensuite fait surface et a ouvert le feu sur le Kamuning avec son canon de pont. Six des 69 membres d'équipage du Kamuning′s ont été tués. Le navire à vapeur désemparé est resté à flot, mais alors qu'il était remorqué vers Trincomalee, il a coulé à la position géographique de 8° 35′ N, 81° 26′ E. Le I-66 est revenu à Penang le 2 mars 1942.

#### Mars-Mai 1942
Le 15 mars 1942, le I-66 a quitté Penang pour Sasebo, où il est arrivé le 28 mars 1942. Il a quitté Sasebo le 15 mai 1942 à destination de Kwajalein, déployée en soutien de l'opération Mi, l'invasion prévue de l'atoll de Midway,,,. Pendant son voyage, il a été renuméroté I-166 le 20 mai 1942. Il est arrivé à Kwajalein le 24 mai 1942.

#### Quatrième patrouille de guerre
Le 26 mai 1942, le I-166 quitta Kwajalein pour sa quatrième patrouille de guerre. Il opérait dans une ligne de patrouille qui comprenait également les sous-marins I-156, I-157, I-158, I-159, I-162 et I-165. Pendant la bataille de Midway, qui se déroula du 4 au 7 juin 1942, les Japonais subirent une défaite décisive et l'invasion de Midway fut annulée. La patrouille du I-166 s'est déroulée sans incident, et s'est terminée par son arrivée à Sasebo le 26 juin 1942.

#### Juin-août 1942
Le I-166 a subi une révision pendant son séjour à Sasebo. Pendant son séjour, le 5e escadron de sous-marins a été dissous le 10 juillet 1942 et sa division, la 30e division de sous-marins, a été réaffectée à la Flotte de la zone sud-ouest. Sa révision terminée, il a quitté Sasebo le 22 juillet 1942 à destination de Penang, où il est arrivé le 6 août 1942.

#### Cinquième patrouille de guerre
Le I-166 a commencé sa cinquième patrouille de guerre le 11 août 1942, quittant Penang pour une zone d'opération dans l'océan Indien. Au cours de cette patrouille, il a signalé le naufrage de deux navires marchands alliés, les 16 et 17 août 1942. Il est retourné à Penang le 31 août 1942.

#### Sixième patrouille de guerre
Le 18 septembre 1942, le I-166 partit de Penang pour sa sixième patrouille de guerre, à destination d'une zone d'opérations dans l'Océan Indien. Le 29 septembre 1942, il attaqua un navire marchand allié non identifié, mais ses torpilles manquèrent et le navire s'échappa. Le 1er octobre 1942, il débarqua trois agents de l'Armée nationale indienne sur Ceylan. Plus tard dans la journée, il a attaqué le navire marchand panaméen Camila, armé de 1 201 tonneaux de jauge brute, par des tirs à 13h10 à la position géographique de 8° 10′ N, 77° 41′ E. L'attaque a mis le feu au Camila et il s'est échoué, devenant une perte totale. Le I-166 est revenu à Penang le 11 octobre 1942.

#### Septième patrouille de guerre
Le I-166 a quitté Penang le 5 novembre 1942 pour commencer sa septième patrouille de guerre, toujours dans l'océan Indien. Il a attaqué un navire marchand allié non identifié dans la mer d'Oman le 13 novembre 1942, mais n'a pas réussi à le toucher, et le navire s'est échappé. Le 23 novembre 1942, alors qu'il se trouvait en mer d'Oman au sud du cap Comorin, en Inde, il torpilla le navire marchand britannique Cranfield, d'un tonnage brut de 5 332 tonneaux, qui faisait route de Calcutta à Suez, en Égypte. Le Cranfield coula à la position géographique de 8° 26′ N, 76° 42′ E, faisant neuf morts et 67 survivants. Le I-166 retourna à Penang le 28 novembre 1942.

#### Huitième patrouille de guerre
Le 5 décembre 1942, le I-166 quitte Penang pour sa huitième patrouille de guerre, à laquelle il est assigné dans une zone d'opération dans l'océan Indien, au large de la côte nord-ouest de l'Australie. Peu après son départ, il reçoit l'ordre de se détourner de sa patrouille pour bombarder l'île Cocos. Il bombarde l'île le 25 décembre 1942, mais ne voit par ailleurs aucune action, et conclut sa patrouille en arrivant à Surabaya, à Java, le 27 décembre 1942.

#### Janvier-juillet 1943
Le I-166 quitta bientôt Surabaya à destination de Sasebo, où il arriva le 19 janvier 1943. Il y fut mis en cale sèche. Une fois les réparations et la révision terminées, il quitta Sasebo au début du mois de juillet 1943 et se dirigea vers Surabaya, qu'il atteignit à la mi-juillet 1943.

#### Neuvième et dixième patrouilles de guerre
Peu de temps après son arrivée à Surabaya, le I-166 entreprit sa neuvième patrouille de guerre, à laquelle on lui assigna une zone d'opération dans l'océan Indien entre Fremantle, en Australie, et le détroit de Lombok. La patrouille se déroula sans incident et se termina par son arrivée à Balikpapan, à Bornéo, le 10 septembre 1943. Le 11 septembre 1943, il quitta Balikpapan à destination de Singapour, où il arriva le 13 septembre 1943. Réaffecté à la Flotte de la zone sud-ouest, il fit route de Singapour le 23 septembre 1943 et arriva à Penang le 25 septembre 1943.
Le 9 octobre 1943, le I-166 quitte Penang et, après avoir fait le plein à Sabang, sur la côte nord de Sumatra, se dirige vers l'océan Indien pour sa dixième patrouille de guerre. Fin octobre 1943, il attaque un navire marchand allié non identifié au large de Colombo (Ceylan), mais ne marque aucun point. Il retourne à Penang le 13 novembre 1943.

#### Onzième et de la douzième patrouilles de guerre
Le 7 décembre 1943, le I-166 entame sa onzième patrouille de guerre, en partant de Penang pour une zone d'opération dans l'Océan Indien. Le 24 décembre 1943, il se détourne de ses tâches de patrouille pour participer à l'opération Yo en débarquant six agents de l'Armée nationale indienne - tous originaires de Ceylan - à Kirinda, sur la côte ouest de Ceylan. Le contre-espionnage britannique avait détecté l'opération, qui se termina par un échec lorsque les six agents furent capturés peu après leur arrivée à terre; ils furent exécutés par la suite. Entre-temps, le I-166 se rendit dans une zone de patrouille à proximité de Maliku Kandu. Il ne fit aucune attaque contre les navires et retourna à Penang le 9 janvier 1944.
Parti de Penang le 7 février 1944, le I-166 a effectué sa douzième patrouille de guerre dans l'océan Indien et le golfe du Bengale. Le 19 février 1944, il a tiré deux torpilles sur le pétrolier britannique British Fusilier, d'une capacité de 6 943 tonneaux de jauge brute, mais les deux tirs ont été manquées et le British Fusilier s'est échappé. Le I-166 est retourné à Penang le 13 mars 1944.

#### Mars-Juillet 1944
Le 25 mars 1944, la division du I-166, la 3e division de sous-marins, est réaffectée au 8e escadron de sous-marins. Le 27 avril 1944, il s'embarque pour une mission de ravitaillement, l'opération Ri, et il retourne à Penang le 1er juin 1944. Dans l'après-midi du 16 juillet 1944, il quitte Penang pour rejoindre la 1re force d'attaque de diversion du vice-amiral Takeo Kurita à Lingga Roads afin que lui et le sous-marin I-37 puissent servir de cibles de guerre anti-sous-marine pour les destroyers japonais lors des exercices de la 2e Flotte.

#### Perte
Le 17 juillet 1944, le sous-marin de la Royal Navy HMS Telemachus patrouillait à une profondeur de périscope dans le détroit de Malacca, à 7 milles nautiques (13 km) au sud-est du One Fathom Bank, par visibilité limitée, lorsqu'à 7h08, il a aperçu le I-166 se dirigeant vers lui à la surface, à une distance de 4 milles nautiques (7 km) avec un cap de 325 degrés et une vitesse estimée à 18 nœuds (33 km/h). Le Telemachus a également établi un contact sonore avec lui peu de temps après. À 7h20, le Telemachus a tiré six torpilles à une distance de 1 370 m, et a brièvement dépassé les limites parce que les torpilles étaient d'un type nouveau, plus lourd que celui auquel l'équipage du Telemachus était habitué. Après 92 secondes, une torpille a touché l'arrière du I-166, provoquant une violente explosion. Le I-166 a coulé par 40 m de fond à la position géographique de 2° 48′ N, 101° 03′ E. Dix membres de son équipage ont été emportés par-dessus bord et ont survécu. Les 88 autres hommes à bord ont été tués.
La 15e unité de base spécialejaponaise à Penang a envoyé le mouilleur de mines Wa-4 et deux torpilleurs, assistés par un bombardier lourd Mitsubishi Ki-21 (nom de code allié "Sally") de l'armée de l'air impériale japonaise, pour trouver et couler le Telemachus. Le Wa-4 a largué 12 grenades sous-marines et le Ki-21 a largué deux bombes polyvalentes de 60 kg, mais le Telemachus s'en est sorti sans dommage.
Le 10 septembre 1944, le I-166 a été rayée de la liste de la marine.